# Exosphaeroma obtusum
Exosphaeroma obtusum är en kräftdjursart som först beskrevs av James Dwight Dana 1853.  Exosphaeroma obtusum ingår i släktet Exosphaeroma och familjen klotkräftor. Inga underarter finns listade i Catalogue of Life.